# Canon d'Infanterie de 37 modèle 1916 TRP
Pháo Canon d'Infanterie de 37 modèle 1916 TRP (37mm mle.1916) là một loại pháo hỗ trợ bộ binh của Pháp. Nó được sử dụng trong Thế chiến thứ nhất. Chữ viết tắt TRP viết tắt của cụm từ tir rapide Puteaux có nghĩa là "súng bắn nhanh, được thiết kế bởi Atelier de Puteaux".

## Mô tả

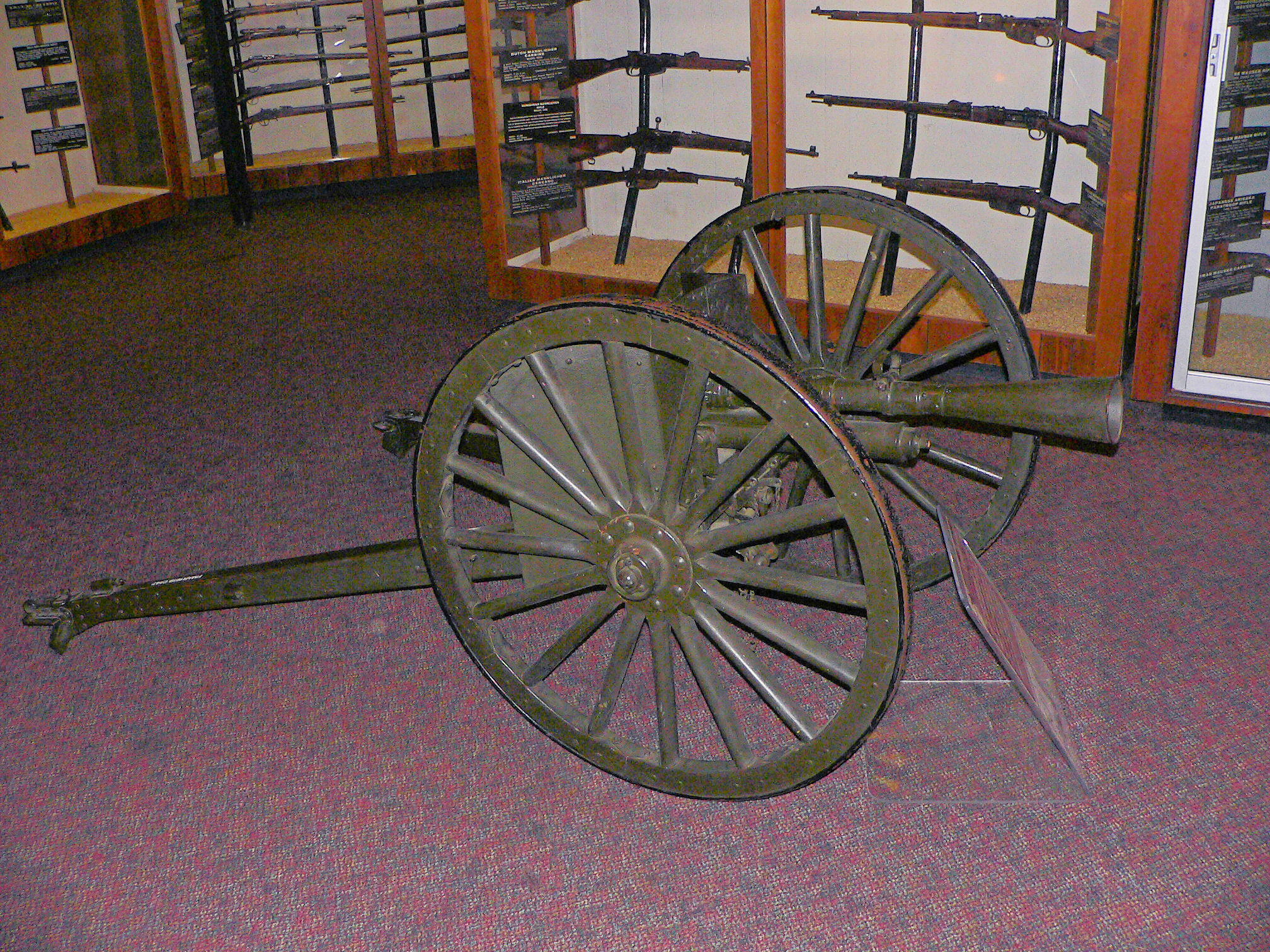

Đây là một park gun loại rất nhỏ (park gun là pháo loại nhỏ có thể tháo thành nhiều phần). Khi di chuyển, nó được tháo làm 3 phần. Hoặc cũng có thể được lắp thêm bánh xe để kéo.
Pháo có cỡ nòng khá nhỏ, chỉ 37 mm. Chiều dài nòng cũng chỉ có 740 mm. Khối lượng khi chiến đấu là hơn 100 kg, còn khi di chuyển là hơn 160 kg. Bộ phận lá chắn bằng thép đằng trước bình thường không có, nhưng có thể được gắn thêm.
Bộ phận ngắm APX telescopic được gắn rời.

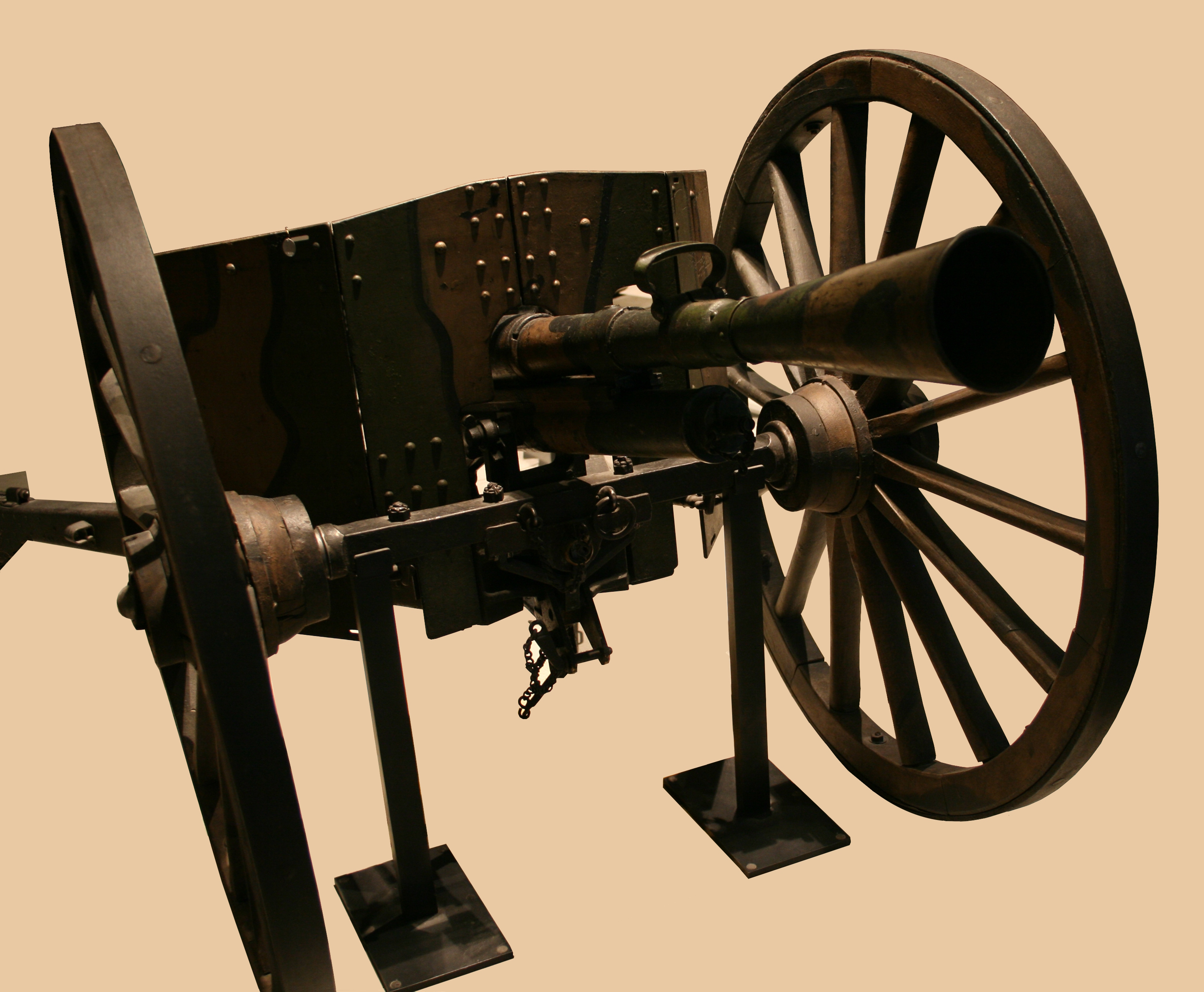
Canon de 37 mm Mle 1916 - Musée de l'armée à Paris

## Đạn
Quân Mỹ sử dụng đạn Mark II HE (đầu đạn nặng 670g, trong đó có 27,2g TNT).
Quân Pháp sử dụng đạn Obus explosif Mle1916 HE với đầu đạn nặng 555g, trong đó thuốc nổ nặng 30g.

## Lịch sử sử dụng

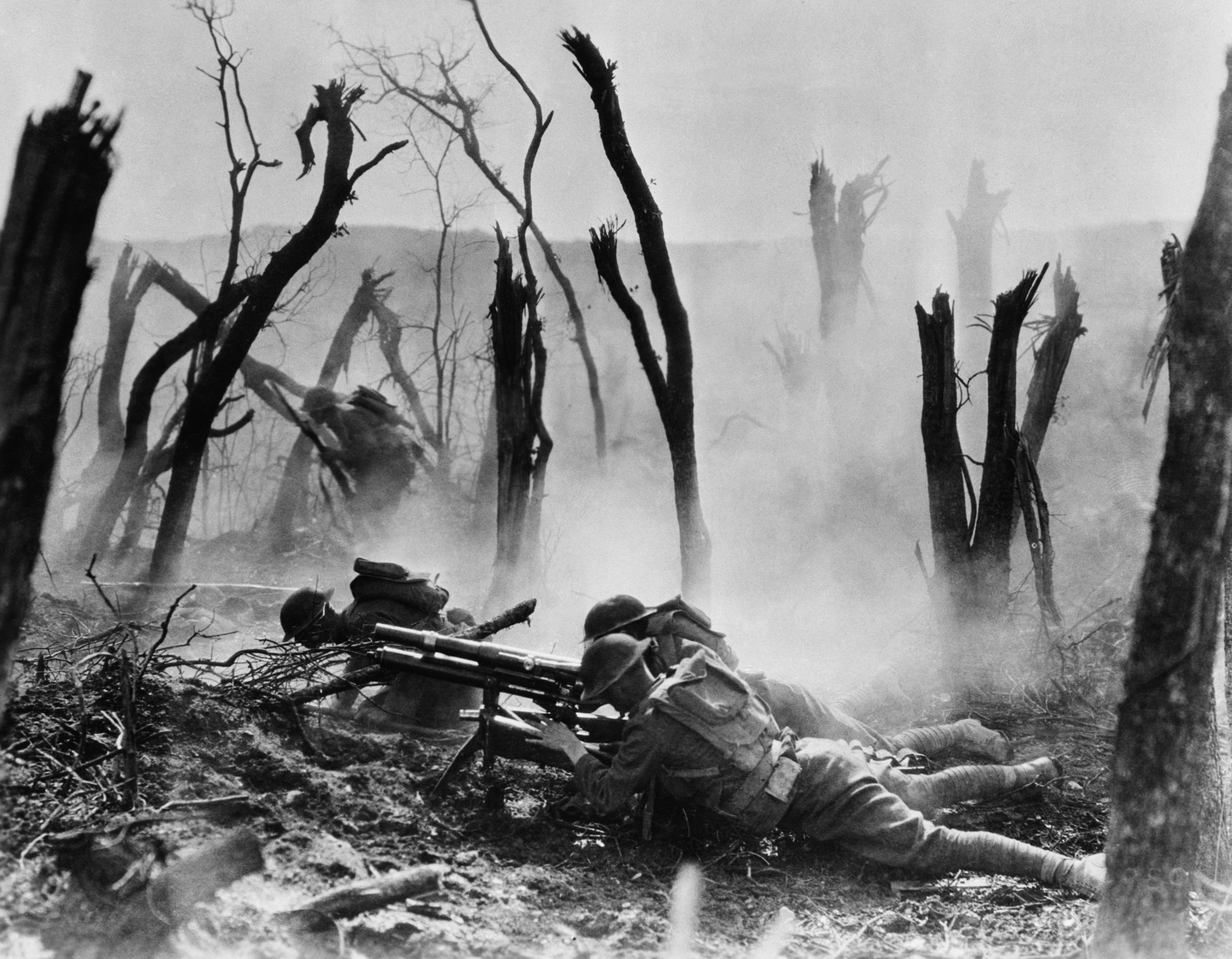
Quân đội Mỹ năm 1918. Khẩu pháo này không có chắn sáng đầu nòng.

Pháo Canon d'Infanterie de 37 modèle 1916 TRP được sử dụng ở Pháp trong Thế chiến I. Nó cũng được gắn trên máy bay SPAD S.XII
Cũng trong Thế chiến I, người Mỹ cũng sử dụng pháo này với tên gọi 37mm M1916 (có một số sửa đổi nhỏ).. Tới đầu thế chiến 2 (năm 1941), các pháo này đã lỗi thời nên chúng được cho vào kho Một số lượng nhỏ được thấy sử dụng ở Philippines.
Pháp vẫn sử dụng Canon d'Infanterie de 37 modèle 1916 TRP tới tận Thế chiến II. Khi Đức đánh bại Pháp (năm 1940), họ đã đổi tên các pháo chiếm được thành 3.7 cm IG 152(f).

## Biến thể
- Canon d'Infanterie de 37 modèle 1916 TRP - bản gốc của Pháp.
- 37mm M1916 - phiên bản copy gần như nguyên bản của Hoa Kỳ.
- Type 11 - phiên bản thiết kế lại của Nhật Bản.
- 3.7 cm IG 152(f) - các pháo người Đức thu được sau khi chiến thắng Pháp (là bản gốc, chỉ đổi tên).